# South Marston
South Marston est un village et une paroisse civile dans l'Arrondissement de Swindon, Wiltshire, en Angleterre. Le village est à environ 3 miles (5 km)au nord-est du centre de Swindon.

## Histoire
Les premiers éléments de preuve documentaire d'établissement continu dans la paroisse date du XIIIe siècle, mais il y a des données fragmentaires pour une occupation remontant à l'Âge du bronze. Il est affirmé qu'il y eut des restes Romains juste à l'extérieur de South Marston, sur un terrain de la ferme de Rowborough, qui ont depuis longtemps disparu. Ermin Way, la grande chaussée Romaine reliant Silchester à Gloucester, courut près du côté sud-ouest du village, le séparant de Stratton St Margaret. Il y avait un poste romain à Durocornovium (maintenant Covingham) à un mille au sud du village.
Le nom de "Marston" dérive du toponyme en Vieil anglais signifiant "marais de la ferme". Cela suggère que le village fut fondé avant la conquête Normande de l'Angleterre en 1066, mais il n'est pas enregistré dans le Domesday Book de 1086. La preuve documentaire existe à partir de 1280, lorsque le village est mentionné comme partie de Highworth Cent.

### Usines d'avions et de voitures
Au début de la Seconde Guerre mondiale, une usine de l'ombre du Ministère de la Production d'Avions et un aérodrome furent construits pour être exploités par Phillips & Powis Aircraft Ltd, et 1.090 avions de formation Miles Master y furent construits. Short Brothers Ltd utilisa une autre partie de l'aérodrome pour l'assemblage final et les essais des bombardiers Short Stirling. Vickers-Armstrong-Supermarine acquit le site plus tard durant la guerre et produisit des Supermarine, notamment le Spitfire, le Seafire, l'Attacker, le Swift et le Scimitar jusqu'au début des années 1960.
En 1985, Honda acheta et ferma l'aérodrome pour réaffecter le site à la construction automobile.

## Démographie
Un grand projet de développement résidentiel a été construit sur le site du Manor House au milieu des années 1980.